# Luís Fabiano
Luís Fabiano Clemente (n. 8 noiembrie 1980, Campinas, São Paulo, Brazilia), cunoscut mai bine sub numele de Luís Fabiano, este un fost fotbalist brazilian, care a jucat pe poziția de atacant.

## Cariera de club

### Începutul carierei
S-a bucurat de un real succes la echipa braziliană São Paulo FC,după un sezon dezamăgitor la Rennes. Felul în care controleaza mingea ,acuratețea cu care șuteaza și felul în care o protejează l-au facut o parte vitală a echipei care a ajuns în semifinalele Copa Libertadores de América, în anul 2004. Fabiano a fost numit „băiatul rău” al fotbalului brazilian după o serie de încăierări, iar în timpul unui meci din 2003 Copa Sudamericana împotriva echipei River Plate, a avut loc o bătaie între doi jucători, Fabiano lovindu-l pe la spate pe jucătorul lui River, trimițându-l la spital. El a primit o suspendare pe trei meciuri din toate competițiile.

### FC Porto
Fabiano s-a transferat la FC Porto în 2004 pentru 10 milioane de euro. Acolo, Fabiano s-a reunit cu colegul sắu Diego,cu care a jucat în Copa América 2004. Oricum, el a avut un sezon plin de probleme înscriind numai 2 goluri în 22 de meciuri. Din această cauză el a fost transferat la Sevilla FC.

### Sevilla FC
Pe 10 mai 2006, Fabiano a înscris un gol cu capul în finala Cupei UEFA disputată de Sevilla împotriva echipei Middlesbrough. Succesul a continuat în sezonul 2007-08 când a terminat pe locul doi în clasamentul golgheterilor marcând 24 de goluri, fiind întrecut de Dani Güiza cu 27 de goluri marcate. Această performanță a determinat rechemarea sa la naționala Braziliei. Pe 29 noiembrie Fabiano a fost eliminat pentru o lovitură cu cotul aplicată lui Sergi Busquets, jucătorul clubului FC Barcelona. În 2009, Fabiano și-a prelungit contractul cu FC Sevilla până în 2011.
Pe 4 iulie 2009, AC Milan i-a făcut o ofertă oficială potrivit impresarului său, acesta rugându-se de cei de la Sevilla să îl lase să plece.

## Cariera internațională
Fabiano și-a făcut debutul pentru Brazilia pe data de 11 iunie 2003 într-un amical cu Nigeria. La debut, a reușit să înscrie înainte de a fi înlocuit. El a fost inclus în echipa Braziliei pentru Cupa Confederațiilor FIFA 2003, dar nu a jucat în niciun meci.
A câștigat Copa América 2004 cu echipa Braziliei, unde a început toate cele cinci meciuri ca titular, fiind coleg în atac cu Adriano. Datorită formei slabe arătate la echipele de club Porto și Sevilla, el nu a mai fost chemat la națională timp de trei ani. În final el a fost rechemat la echipa națională în noiembrie 2007 la un meci din calificări pentru campionatul mondial din 2010. De atunci, el a câștigat un post de titular în atacul Braziliei alături de Robinho. Primul hat-trick într-un meci internațional l-a reușit în data de 19 noiembrie 2008 într-un meci amical cu Portugalia în Brasília, încheiat cu scorul de 6-2 pentru Brazilia.
Pe 28 iunie 2009, el a înscris două goluri în finala Cupei Confederațiilor în anul 2009 împotriva echipei naționale de fotbal a SUA. A câștigat gheata de aur, fiind golgheterul competiției cu 5 goluri înscrise.

## Statistici ale carierei

### Cariera de club
| Sezon         | Club             | Ligă          | Campionat | Campionat | Regional League | Regional League | Cupă    | Cupă   | Continental | Continental | Altele  | Altele | Total   | Total  |
| Sezon         | Club             | Ligă          | Meciuri   | Goluri    | Meciuri         | Goluri          | Meciuri | Goluri | Meciuri     | Goluri      | Meciuri | Goluri | Meciuri | Goluri |
| ------------- | ---------------- | ------------- | --------- | --------- | --------------- | --------------- | ------- | ------ | ----------- | ----------- | ------- | ------ | ------- | ------ |
| 1998          | Ponte Preta      | Série A       | 7         | 2         | 0               | 0               | 0       | 0      | 0           | 0           | 0       | 0      | 7       | 2      |
| 1999          | Ponte Preta      | Série A       | 5         | 1         | 0               | 0               | 0       | 0      | 0           | 0           | 0       | 0      | 5       | 1      |
| 2000          | Ponte Preta      | Série A       | –         | –         | 0               | 0               | 0       | 0      | 0           | 0           | 0       | 0      | 0       | 0      |
| 2000–01       | Rennes           | Ligue 1       | 7         | 0         | –               | –               | –       | –      | –           | –           | –       | –      | 7       | 0      |
| 2001          | São Paulo        | Série A       | 22        | 9         | 9               | 5               | 4       | 6      | 6           | 2           | 8       | 9      | 49      | 31     |
| 2001–02       | Rennes           | Ligue 1       | 4         | 0         | –               | –               | –       | –      | –           | –           | 1       | 0      | 5       | 0      |
| 2002          | São Paulo        | Série A       | 23        | 19        | –               | –               | –       | –      | –           | –           | 2       | 2      | 25      | 21     |
| 2003          | São Paulo        | Série A       | 34        | 29        | 10              | 8               | 8       | 8      | 4           | 1           | –       | –      | 56      | 46     |
| 2004          | São Paulo        | Série A       | 8         | 6         | 9               | 8               | –       | –      | 12          | 8           | –       | –      | 29      | 22     |
| 2004–05       | Porto            | Primeira Liga | 22        | 3         | –               | –               | –       | –      | 4           | 0           | 1       | 0      | 27      | 3      |
| 2005–06       | Sevilla          | La Liga       | 23        | 5         | –               | –               | 2       | 0      | 12          | 2           | –       | –      | 37      | 7      |
| 2006–07       | Sevilla          | La Liga       | 26        | 10        | –               | –               | 3       | 1      | 10          | 4           | –       | –      | 39      | 15     |
| 2007–08       | Sevilla          | La Liga       | 30        | 24        | –               | –               | 4       | 1      | 11          | 7           | 1       | 1      | 46      | 34     |
| 2008–09       | Sevilla          | La Liga       | 26        | 8         | –               | –               | 7       | 6      | 4           | 2           | –       | –      | 37      | 17     |
| 2009–10       | Sevilla          | La Liga       | 23        | 15        | –               | –               | 6       | 4      | 6           | 2           | –       | –      | 35      | 21     |
| 2010–11       | Sevilla          | La Liga       | 21        | 10        | –               | –               | 4       | 1      | 8           | 2           | 2       | 1      | 35      | 14     |
| 2011          | São Paulo        | Série A       | 10        | 6         | –               | –               | –       | –      | 2           | 1           | –       | –      | 12      | 7      |
| 2012          | São Paulo        | Série A       | 22        | 17        | 8               | 5               | 9       | 8      | 5           | 1           | –       | –      | 44      | 31     |
| 2013          | São Paulo        | Série A       | 24        | 6         | 13              | 8               | –       | –      | 13          | 7           | –       | –      | 50      | 21     |
| 2014          | São Paulo        | Série A       | 23        | 9         | 14              | 9               | 3       | 2      | 3           | 0           | –       | –      | 43      | 20     |
| 2015          | São Paulo        | Série A       | 22        | 8         | 7               | 3               | 4       | 1      | 6           | 1           | –       | –      | 39      | 13     |
| 2016          | Tianjin Quanjian | League One    | 28        | 22        | –               | –               | 1       | 1      | –           | –           | –       | –      | 29      | 23     |
| Total carieră | Total carieră    | Total carieră | 412       | 208       | 61              | 41              | 51      | 33     | 100         | 38          | 15      | 13     | 656     | 349    |

### Cariera internațională
La 10 iunie 2009 
| Echipa natională | Club      | Sezon     | Apar | Goluri |
| ---------------- | --------- | --------- | ---- | ------ |
| Brazilia         | São Paulo | 2003      | 3    | 1      |
| Brazilia         | São Paulo | 2004      | 9    | 5      |
| Brazilia         | Porto     | 2004–2005 | 0    | 0      |
| Brazilia         | Sevilla   | 2005–2006 | 0    | 0      |
| Brazilia         | Sevilla   | 2006–2007 | 0    | 0      |
| Brazilia         | Sevilla   | 2007–2008 | 8    | 3      |
| Brazilia         | Sevilla   | 2008–2009 | 11   | 13     |
| Total            | Total     | Total     | 31   | 22     |

| Apariții internaționale și goluri | Apariții internaționale și goluri | Apariții internaționale și goluri | Apariții internaționale și goluri | Apariții internaționale și goluri | Apariții internaționale și goluri | Apariții internaționale și goluri            |
| #                                 | Data                              | Stadion                           | Adversar                          | Rezultat                          | Gol                               | Competitie                                   |
| 2003                              | 2003                              | 2003                              | 2003                              | 2003                              | 2003                              | 2003                                         |
| --------------------------------- | --------------------------------- | --------------------------------- | --------------------------------- | --------------------------------- | --------------------------------- | -------------------------------------------- |
| 1.                                | 11 iunie 2003                     | Abuja, Nigeria                    | Nigeria                           | 3–0                               | 1                                 | Amical                                       |
| 2.                                | 16 noiembrie 2003                 | Lima, Peru                        | Peru                              | 1–1                               | 0                                 | Calificarile Campionatului Mondial FIFA 2006 |
| 3.                                | 19 noiembrie 2003                 | Curitiba, Brazilia                | Uruguay                           | 3–3                               | 0                                 | Calificarile Campionatului Mondial FIFA 2006 |
| 2004                              |                                   |                                   |                                   |                                   |                                   |                                              |
| 4.                                | 28 aprilie 2004                   | Budapesta, Ungaria                | Ungaria                           | 4–1                               | 2                                 | Amical                                       |
| 5.                                | 2 iunie 2004                      | Belo Horizonte, Brazilia          | Argentina                         | 3–1                               | 0                                 | Calificarile Campionatului Mondial FIFA 2006 |
| 6.                                | 6 iunie 2004                      | Santiago, Chile                   | Chile                             | 1–1                               | 1                                 | Calificarile Campionatului Mondial FIFA 2006 |
| 7.                                | 8 iulie 2004                      | Arequipa, Peru                    | Chile                             | 1–0                               | 1                                 | Copa América 2004                            |
| 8.                                | 11 iulie 2004                     | Arequipa, Peru                    | Costa Rica                        | 4–1                               | 0                                 | Copa América 2004                            |
| 9.                                | 14 iulie 2004                     | Arequipa, Peru                    | Paraguay                          | 1–2                               | 1                                 | Copa América 2004                            |
| 10.                               | 18 iulie 2004                     | Piura, Peru                       | Mexic                             | 4–0                               | 0                                 | Copa América 2004                            |
| 11.                               | 21 iulie 2004                     | Lima, Peru                        | Uruguay                           | 1–1                               | 0                                 | Copa América 2004                            |
| 12.                               | 25 iulie 2004                     | Lima, Peru                        | Argentina                         | 2–2                               | 0                                 | Copa América 2004                            |
| 2007–2008                         |                                   |                                   |                                   |                                   |                                   |                                              |
| 13.                               | 18 noiembrie 2007                 | Lima, Peru                        | Peru                              | 1–1                               | 0                                 | Calificarile Campionatului Mondial 2010      |
| 14.                               | 21 noiembrie 2007                 | São Paulo, Brazilia               | Uruguay                           | 2–1                               | 2                                 | Calificarile Campionatului Mondial 2010      |
| 15.                               | 6 februarie 2008                  | Dublin, Irlanda                   | Irlanda                           | 1–0                               | 0                                 | Amical                                       |
| 16.                               | 26 martie 2008                    | Londra, Anglia                    | Suedia                            | 1–0                               | 0                                 | Amical                                       |
| 17.                               | 31 mai 2008                       | Seattle, SUA                      | Canada                            | 3–2                               | 1                                 | Amical                                       |
| 18.                               | 6 iunie 2008                      | Boston, SUA                       | Venezuela                         | 0–2                               | 0                                 | Amical                                       |
| 19.                               | 15 iulie 2008                     | Asunción, Paraguay                | Paraguay                          | 0–2                               | 0                                 | Calificarile Campionatului Mondial 2010      |
| 20.                               | 18 iunie 2008                     | Belo Horizonte, Brazilia          | Argentina                         | 0–0                               | 0                                 | Calificarile Campionatului Mondial 2010      |
| 2008–2009                         |                                   |                                   |                                   |                                   |                                   |                                              |
| 21.                               | 7 septembrie 2008                 | Santiago, Chile                   | Chile                             | 3–0                               | 2                                 | Calificarile Campionatului Mondial 2010      |
| 22.                               | 10 septembrie 2008                | Rio de Janeiro, Brazilia          | Bolivia                           | 0–0                               | 0                                 | Calificarile Campionatului Mondial 2010      |
| 23.                               | 19 noiembrie 2008                 | Brasília, Brazilia                | Portugalia                        | 6–2                               | 3                                 | Amical                                       |
| 24.                               | 29 martie 2009                    | Quito, Ecuador                    | Ecuador                           | 1–1                               | 0                                 | Calificarile Campionatului Mondial 2010      |
| 25.                               | 1 aprilie 2009                    | Porto Alegre, Brazilia            | Peru                              | 3–0                               | 2                                 | Calificarile Campionatului Mondial 2010      |
| 26.                               | 6 iunie 2009                      | Montevideo, Uruguay               | Uruguay                           | 4–0                               | 1                                 | Calificarile Campionatului Mondial 2010      |
| 27.                               | 15 iunie 2009                     | Bloemfontein, Africa de Sud       | Egipt                             | 4–3                               | 1                                 | Cupa Confederațiilor FIFA 2009               |
| 28.                               | 18 iunie 2009                     | Pretoria, Africa de Sud           | Statele Unite                     | 3–0                               | 0                                 | Cupa Confederațiilor FIFA 2009               |
| 29.                               | 21 iunie 2009                     | Pretoria, Africa de Sud           | Italia                            | 3–0                               | 2                                 | Cupa Confederațiilor FIFA 2009               |
| 30.                               | 25 iunie 2009                     | Johannesburg, Africa de Sud       | Africa de Sud                     | 1–0                               | 0                                 | Cupa Confederațiilor FIFA 2009               |
| 31.                               | 28 iunie 2009                     | Johannesburg, Africa de Sud       | Statele Unite                     | 3–2                               | 2                                 | Cupa Confederațiilor FIFA 2009               |

## Viața personală
Fabiano este căsătorit cu Juliana Clemente, și are doi copii Giovanna și Gabriela.
În 2005 mama sa a fost răpită de oameni înarmați în Campinas. Ea a fost salvată 61 de zile mai târziu de poliție.

## Premii
São Paulo
- Torneio Rio-São Paulo: 2001

Porto
- Cupa Intercontinentală: 2004

Sevilla
- Cupa UEFA: 2006, 2007
- Supercupa UEFA: 2006
- Copa del Rey: 2007
- Supercupa Spaniei: 2007

Echipa națională de fotbal a Braziliei 
- Copa América: 2004
- Cupa Confederațiilor FIFA: Cupa Confederațiilor FIFA 2009

Individual
- Campionatul Brazilian Seria A Golgheter: 2002
- Bola de Prata: 2003
- Campeonato Paulista Golgheter: 2003
- Copa Libertadores Golgheter: 2004
- Copa del Rey Golgheter:Copa del Rey 2008-2009
- Cupa Confederațiilor FIFA Balonul de argint: Cupa Confederațiilor FIFA 2009
- Cupa Confederațiilor FIFA Gheata de aur: Cupa Confederațiilor FIFA 2009